# Muzička škola „Isidor Bajić” Novi Sad
Muzička škola „Isidor Bajić“ je srednja muzička škola koja se nalazi u gradu Novom Sadu, glavnom gradu srpske pokrajine Vojvodine. Adresa škole je Bulevar cara Lazara broj 67. Škola je osnovana 1. septembra 1909.

To je jedna od 15 srednjih škola u Novom Sadu. Dobila je ime po Isidoru Bajiću, poznatom srpskom kompozitoru, pedagogu i izdavaču koji je bio i prvi direktor škole i njen profesor teorije.

Učenici ove škole postigli su i postižu brojne uspehe na muzičkim takmičenjima u Srbiji i inostranstvu, u proseku 100 nagrada godišnje. Ministarstvo prosvete Republike Srbije i Kulturno prosvetno društvo Srbije je 1999. ovoj školi, za izuzetna pedagoška dostignuća, dodelilo nagradu "Vuk Stefanović Karadžić".

## Spoljašnje veze
- Zvanični sajt škole